# Hrabstwo Union (Indiana)
Hrabstwo Union (ang. Union County) – hrabstwo w stanie Indiana w Stanach Zjednoczonych. Obszar całkowity hrabstwa obejmuje powierzchnię 165,18 mil2 (427,81 km²). Według danych z 2010 r. hrabstwo miało 7 516 mieszkańców. Hrabstwo powstało w 1821 roku.

## Sąsiednie hrabstwa
- Hrabstwo Wayne (północ)
- Hrabstwo Preble (Ohio) (wschód)
- Hrabstwo Butler (Ohio) (południowy wschód)
- Hrabstwo Franklin (południe)
- Hrabstwo Fayette (zachód)

## Miasta
- Liberty
- West College Corner